# Amancio (calciatore)
Amancio Amaro Varela, noto come Amancio (La Coruña, 16 ottobre 1939 – Madrid, 21 febbraio 2023) è stato un calciatore, allenatore di calcio e dirigente sportivo spagnolo, di ruolo attaccante, campione d'Europa con la nazionale spagnola nel 1964.

## Carriera

### Club
Iniziò la carriera nella città natale, La Coruña, prima nel Victoria (1954) e poi nel Deportivo La Coruña (1958). Nel 1962 passò al Real Madrid, facendo parte della generazione Yé-yé; indossò questa casacca per 14 anni, fino cioè al 1976, vincendo ben 9 campionati spagnoli, 3 Coppe di Spagna e la Coppa dei Campioni nel 1966.

### Nazionale
Fu naturalmente anche un punto fermo della Nazionale spagnola, con la quale disputò 42 partite realizzando 11 reti, esordendo il 25 novembre 1962 in Romania-Spagna 3-1. Vinse il campionato europeo del 1964 in Spagna e partecipò al campionato mondiale del 1966 in Inghilterra. Concluse la carriera in nazionale il 13 febbraio 1974 in Jugoslavia-Spagna 1-0.

## Statistiche

### Presenze e reti nei club
| Stagione                   | Squadra                    | Campionato                 | Campionato | Campionato | Coppa del Generalísimo | Coppa del Generalísimo | Coppa del Generalísimo | Coppe europee | Coppe europee | Coppe europee | Altre coppe | Altre coppe | Altre coppe | Totale | Totale |
| Stagione                   | Squadra                    | Comp                       | Pres       | Reti       | Comp                   | Pres                   | Reti                   | Comp          | Pres          | Reti          | Comp        | Pres        | Reti        | Pres   | Reti   |
| -------------------------- | -------------------------- | -------------------------- | ---------- | ---------- | ---------------------- | ---------------------- | ---------------------- | ------------- | ------------- | ------------- | ----------- | ----------- | ----------- | ------ | ------ |
| 1958-1959                  | Deportivo La Coruña        | SD                         | 11         | 3          | CG                     | 6                      | 4                      | -             | -             | -             | -           | -           | -           | 17     | 7      |
| 1959-1960                  | Deportivo La Coruña        | SD                         | 26         | 10         | CG                     | 4                      | 5                      | -             | -             | -             | -           | -           | -           | 30     | 15     |
| 1960-1961                  | Deportivo La Coruña        | SD                         | 29         | 16         | CG                     | 4                      | 4                      | -             | -             | -             | -           | -           | -           | 33     | 20     |
| 1961-1962                  | Deportivo La Coruña        | SD                         | 26         | 25         | CG                     | 2                      | 2                      | -             | -             | -             | -           | -           | -           | 28     | 27     |
| Totale Deportivo La Coruña | Totale Deportivo La Coruña | Totale Deportivo La Coruña | 92         | 54         |                        | 16                     | 15                     |               | -             | -             |             | -           | -           | 108    | 69     |
| 1962-1963                  | Real Madrid                | PD                         | 29         | 14         | CG                     | 8                      | 1                      | CC            | 2             | 0             | -           | -           | -           | 39     | 15     |
| 1963-1964                  | Real Madrid                | PD                         | 24         | 6          | CG                     | 3                      | 1                      | CC            | 8             | 3             | -           | -           | -           | 35     | 10     |
| 1964-1965                  | Real Madrid                | PD                         | 22         | 9          | CG                     | 0                      | 0                      | CC            | 5             | 6             | -           | -           | -           | 27     | 15     |
| 1965-1966                  | Real Madrid                | PD                         | 25         | 8          | CG                     | 2                      | 0                      | CC            | 7             | 5             | -           | -           | -           | 34     | 13     |
| 1966-1967                  | Real Madrid                | PD                         | 25         | 7          | CG                     | 5                      | 0                      | CC            | 4             | 0             | CInt        | 2           | 0           | 36     | 7      |
| 1967-1968                  | Real Madrid                | PD                         | 28         | 10         | CG                     | 8                      | 5                      | CC            | 7             | 4             | -           | -           | -           | 43     | 19     |
| 1968-1969                  | Real Madrid                | PD                         | 29         | 14         | CG                     | 1                      | 0                      | CC            | 2             | 1             | -           | -           | -           | 32     | 15     |
| 1969-1970                  | Real Madrid                | PD                         | 29         | 16         | CG                     | 9                      | 6                      | CC            | 3             | 1             | -           | -           | -           | 41     | 23     |
| 1970-1971                  | Real Madrid                | PD                         | 19         | 6          | CG                     | 2                      | 0                      | CdC           | 9             | 0             | -           | -           | -           | 30     | 6      |
| 1971-1972                  | Real Madrid                | PD                         | 28         | 6          | CG                     | 6                      | 0                      | CU            | 3             | 1             | -           | -           | -           | 37     | 7      |
| 1972-1973                  | Real Madrid                | PD                         | 25         | 8          | CG                     | 2                      | 0                      | CC            | 7             | 1             | -           | -           | -           | 34     | 9      |
| 1973-1974                  | Real Madrid                | PD                         | 25         | 8          | CG                     | 3                      | 0                      | CU            | 1             | 0             | -           | -           | -           | 29     | 8      |
| 1974-1975                  | Real Madrid                | PD                         | 17         | 3          | CG                     | 6                      | 1                      | CdC           | 2             | 0             | -           | -           | -           | 25     | 4      |
| 1975-1976                  | Real Madrid                | PD                         | 19         | 4          | CG                     | 2                      | 0                      | CC            | 7             | 0             | -           | -           | -           | 28     | 4      |
| Totale Real Madrid         | Totale Real Madrid         | Totale Real Madrid         | 344        | 119        |                        | 57                     | 14                     |               | 67            | 22            |             | 2           | 0           | 470    | 155    |
| Totale                     | Totale                     | Totale                     | 436        | 173        |                        | 65                     | 27                     |               | 67            | 22            |             | 2           | 0           | 578    | 224    |

### Cronologia presenze e reti in Nazionale
| Cronologia completa delle presenze e delle reti in nazionale ― Spagna | Cronologia completa delle presenze e delle reti in nazionale ― Spagna | Cronologia completa delle presenze e delle reti in nazionale ― Spagna | Cronologia completa delle presenze e delle reti in nazionale ― Spagna | Cronologia completa delle presenze e delle reti in nazionale ― Spagna | Cronologia completa delle presenze e delle reti in nazionale ― Spagna | Cronologia completa delle presenze e delle reti in nazionale ― Spagna | Cronologia completa delle presenze e delle reti in nazionale ― Spagna |
| Data                                                                  | Città                                                                 | In casa                                                               | Risultato                                                             | Ospiti                                                                | Competizione                                                          | Reti                                                                  | Note                                                                  |
| --------------------------------------------------------------------- | --------------------------------------------------------------------- | --------------------------------------------------------------------- | --------------------------------------------------------------------- | --------------------------------------------------------------------- | --------------------------------------------------------------------- | --------------------------------------------------------------------- | --------------------------------------------------------------------- |
| 25-11-1962                                                            | Bucarest                                                              | Romania                                                               | 3 – 1                                                                 | Spagna                                                                | Qual. Euro 1964                                                       | -                                                                     |                                                                       |
| 20-05-1963                                                            | Bilbao                                                                | Spagna                                                                | 1 – 1                                                                 | Irlanda del Nord                                                      | Qual. Euro 1964                                                       | 1                                                                     |                                                                       |
| 13-06-1963                                                            | Madrid                                                                | Spagna                                                                | 6 – 2                                                                 | Scozia                                                                | Amichevole                                                            | -                                                                     |                                                                       |
| 1-12-1963                                                             | Valencia                                                              | Spagna                                                                | 1 – 2                                                                 | Belgio                                                                | Amichevole                                                            | -                                                                     |                                                                       |
| 11-03-1964                                                            | Siviglia                                                              | Spagna                                                                | 5 – 1                                                                 | Irlanda                                                               | Qual. Euro 1964                                                       | 2                                                                     |                                                                       |
| 17-06-1964                                                            | Madrid                                                                | Spagna                                                                | 2 – 1 dts                                                             | Ungheria                                                              | Euro 1964 - Semifinale                                                | 1                                                                     |                                                                       |
| 21-06-1964                                                            | Madrid                                                                | Spagna                                                                | 2 – 1                                                                 | Unione Sovietica                                                      | Euro 1964 - Finale                                                    | -                                                                     |                                                                       |
| 15-11-1964                                                            | Porto                                                                 | Portogallo                                                            | 2 – 1                                                                 | Spagna                                                                | Amichevole                                                            | -                                                                     |                                                                       |
| 23-06-1965                                                            | La Coruña                                                             | Spagna                                                                | 1 – 1                                                                 | Uruguay                                                               | Amichevole                                                            | -                                                                     |                                                                       |
| 15-07-1966                                                            | Sheffield                                                             | Svizzera                                                              | 1 – 2                                                                 | Spagna                                                                | Mondiali 1966 - 1º turno                                              | 1                                                                     |                                                                       |
| 20-07-1966                                                            | Birmingham                                                            | Germania Ovest                                                        | 2 – 1                                                                 | Spagna                                                                | Mondiali 1966 - 1º turno                                              | -                                                                     |                                                                       |
| 1-02-1967                                                             | Istanbul                                                              | Turchia                                                               | 0 – 0                                                                 | Spagna                                                                | Qual. Euro 1968                                                       | -                                                                     |                                                                       |
| 24-05-1967                                                            | Londra                                                                | Inghilterra                                                           | 2 – 0                                                                 | Spagna                                                                | Amichevole                                                            | -                                                                     |                                                                       |
| 1-10-1967                                                             | Praga                                                                 | Cecoslovacchia                                                        | 1 – 0                                                                 | Spagna                                                                | Qual. Euro 1968                                                       | -                                                                     |                                                                       |
| 22-10-1967                                                            | Madrid                                                                | Spagna                                                                | 2 – 1                                                                 | Cecoslovacchia                                                        | Qual. Euro 1968                                                       | -                                                                     |                                                                       |
| 28-02-1968                                                            | Siviglia                                                              | Spagna                                                                | 2 – 1                                                                 | Svezia                                                                | Amichevole                                                            | 2                                                                     |                                                                       |
| 3-04-1968                                                             | Londra                                                                | Inghilterra                                                           | 1 – 0                                                                 | Spagna                                                                | Qual. Euro 1968                                                       | -                                                                     |                                                                       |
| 8-05-1968                                                             | Madrid                                                                | Spagna                                                                | 1 – 2                                                                 | Inghilterra                                                           | Qual. Euro 1968                                                       | 1                                                                     |                                                                       |
| 17-10-1968                                                            | Saint-Denis                                                           | Francia                                                               | 1 – 3                                                                 | Spagna                                                                | Amichevole                                                            | -                                                                     |                                                                       |
| 27-10-1968                                                            | Belgrado                                                              | Jugoslavia                                                            | 0 – 0                                                                 | Spagna                                                                | Qual. Mondiali 1970                                                   | -                                                                     |                                                                       |
| 11-12-1968                                                            | Madrid                                                                | Spagna                                                                | 1 – 1                                                                 | Belgio                                                                | Qual. Mondiali 1970                                                   | -                                                                     |                                                                       |
| 23-02-1969                                                            | Bruxelles                                                             | Belgio                                                                | 2 – 1                                                                 | Spagna                                                                | Qual. Mondiali 1970                                                   | -                                                                     |                                                                       |
| 23-04-1969                                                            | Siviglia                                                              | Spagna                                                                | 0 – 0                                                                 | Messico                                                               | Amichevole                                                            | -                                                                     |                                                                       |
| 30-04-1969                                                            | Barcellona                                                            | Spagna                                                                | 2 – 1                                                                 | Jugoslavia                                                            | Qual. Mondiali 1970                                                   | 1                                                                     |                                                                       |
| 25-06-1969                                                            | Helsinki                                                              | Finlandia                                                             | 2 – 0                                                                 | Spagna                                                                | Qual. Mondiali 1970                                                   | -                                                                     |                                                                       |
| 15-10-1969                                                            | Madrid                                                                | Spagna                                                                | 6 – 0                                                                 | Finlandia                                                             | Qual. Mondiali 1970                                                   | 1                                                                     |                                                                       |
| 11-02-1970                                                            | Barcellona                                                            | Spagna                                                                | 2 – 0                                                                 | Germania Ovest                                                        | Amichevole                                                            | -                                                                     |                                                                       |
| 21-02-1970                                                            | Madrid                                                                | Spagna                                                                | 2 – 2                                                                 | Italia                                                                | Amichevole                                                            | -                                                                     |                                                                       |
| 22-04-1970                                                            | Losanna                                                               | Svizzera                                                              | 0 – 1                                                                 | Spagna                                                                | Amichevole                                                            | -                                                                     |                                                                       |
| 28-10-1970                                                            | Saragozza                                                             | Spagna                                                                | 2 – 1                                                                 | Grecia                                                                | Amichevole                                                            | -                                                                     |                                                                       |
| 20-02-1971                                                            | Cagliari                                                              | Italia                                                                | 1 – 2                                                                 | Spagna                                                                | Amichevole                                                            | -                                                                     |                                                                       |
| 17-03-1971                                                            | Valencia                                                              | Spagna                                                                | 2 – 2                                                                 | Francia                                                               | Amichevole                                                            | -                                                                     |                                                                       |
| 9-05-1971                                                             | Nicosia                                                               | Cipro                                                                 | 0 – 2                                                                 | Spagna                                                                | Qual. Euro 1972                                                       | -                                                                     |                                                                       |
| 30-05-1971                                                            | Mosca                                                                 | Unione Sovietica                                                      | 2 – 1                                                                 | Spagna                                                                | Qual. Euro 1972                                                       | -                                                                     |                                                                       |
| 23-10-1971                                                            | Siviglia                                                              | Spagna                                                                | 0 – 0                                                                 | Unione Sovietica                                                      | Qual. Euro 1972                                                       | -                                                                     |                                                                       |
| 24-11-1971                                                            | Granada                                                               | Spagna                                                                | 7 – 0                                                                 | Cipro                                                                 | Qual. Euro 1972                                                       | -                                                                     |                                                                       |
| 12-01-1972                                                            | Madrid                                                                | Spagna                                                                | 1 – 0                                                                 | Ungheria                                                              | Amichevole                                                            | -                                                                     |                                                                       |
| 11-10-1972                                                            | Madrid                                                                | Spagna                                                                | 1 – 0                                                                 | Argentina                                                             | Amichevole                                                            | -                                                                     |                                                                       |
| 19-10-1972                                                            | Las Palmas de Gran Canaria                                            | Spagna                                                                | 2 – 2                                                                 | Jugoslavia                                                            | Qual. Mondiali 1974                                                   | 1                                                                     |                                                                       |
| 17-01-1973                                                            | Atene                                                                 | Grecia                                                                | 2 – 3                                                                 | Spagna                                                                | Qual. Mondiali 1974                                                   | -                                                                     |                                                                       |
| 21-02-1973                                                            | Malaga                                                                | Spagna                                                                | 3 – 1                                                                 | Grecia                                                                | Qual. Mondiali 1974                                                   | -                                                                     |                                                                       |
| 13-03-1973                                                            | Francoforte sul Meno                                                  | Jugoslavia                                                            | 1 – 0                                                                 | Spagna                                                                | Qual. Mondiali 1974                                                   | -                                                                     |                                                                       |
| Totale                                                                |                                                                       | Presenze                                                              | 42                                                                    |                                                                       | Reti                                                                  | 11                                                                    |                                                                       |

## Palmarès

### Giocatore

#### Club

##### Competizioni nazionali
- Campionato spagnolo: 9

Real Madrid: 1962-1963, 1963-1964, 1964-1965, 1966-1967, 1967-1968, 1968-1969, 1971-1972, 1974-1975, 1975-1976
- Coppa di Spagna: 3

Real Madrid: 1969-1970, 1973-1974, 1974-1975

##### Competizioni internazionali
- Coppa dei Campioni: 1

Real Madrid: 1965-1966

#### Nazionale
- Campionato d'Europa: 1

Spagna 1964

#### Individuale
- Pichichi della Liga: 2

1968-1969, 1969-1970

### Allenatore

#### Club

##### Competizioni nazionali
- Segunda División spagnola: 1

Real Madrid Castilla: 1983-1984
- Coppa della Liga: 1

Real Madrid: 1984-1985

##### Competizioni internazionali
- Coppa UEFA: 1

Real Madrid: 1984-1985